# Per il Valore e il Coraggio (Ucraina)
Per il Valore e il Coraggio (in ucraino «За мужність та відвагу»?, «Za mužnist' ta vidvahu») è un'onorificenza ucraina, istituita dal Presidente dell'Ucraina per premiare le prestazioni di combattimento distinte, il coraggio, l'audacia e l'eroismo delle unità militari delle Forze armate, della Guardia nazionale, della Guardia di frontiera e del Servizio di sicurezza durante la protezione della sovranità nazionale, dell'indipendenza e dell'integrità territoriale dell'Ucraina, conducendo operazioni di combattimento o svolgendo compiti speciali.

## Storia
Nel corso di una riunione tenutasi presso il Ministero della difesa ucraino il 18 agosto 2015 è stata avanzata la proposta di istituire un premio presidenziale da consegnare alle unità militari che si erano distinte nell'operazione antiterrorismo in Donbass. Si è deciso che questo premio avrebbe assunto la forma di un nastro da attaccare all'asta della bandiera di guerra dell'unità. Il ministro della difesa, colonnello generale Stepan Poltorak, ha quindi firmato una lettera indirizzata al presidente Petro Porošenko con la richiesta di esaminare e firmare il progetto del decreto. Senza attendere l'approvazione del decreto il ministro della difesa ha ordinato la produzione dei nastri, che sono stati ufficialmente consegnati a 14 unità distintesi nella guerra del Donbass in occasione della parata per Giorno dell'indipendenza dell'Ucraina a Kiev il 24 agosto 2015. Il 19 novembre seguente la bozza del decreto è stata esaminata dalla Commissione per le onorificenze statali e l'araldica. All'epoca la legge ucraina non prevedeva la possibilità di assegnare premi collettivi, e perciò la commissione propose di risolvere la questione istituendo il nastro "Per il Valore e il Coraggio" come un'onorificenza non statale.
Al momento dell'invasione russa dell'Ucraina il 24 febbraio 2022 le barriere legali che impedivano l'assegnazione di onorificenze collettive erano state rimosse, e perciò il 5 maggio il presidente Volodymyr Zelens'kyj ha ufficialmente istituito il premio nella sua forma attuale.

## Descrizione
L'onorificenza è assegnata dal Presidente dell'Ucraina su richiesta del comandante in capo delle Forze armate dell'Ucraina.
Su un'estremità del nastro, da entrambi i lati, è ricamata in oro l'iscrizione "ЗА МУЖНІСТЬ ТА ВІДВАГУ" ("Per il Valore e il Coraggio"), accompagnata dallo Stemma dell'Ucraina. L'altra estremità è decorata da entrambi i lati con un motivo floreale e il sigillo del Presidente dell'Ucraina. La dimensione del nastro è 250 x 12 cm. È legato con un fiocco di 30 cm con due raggi orizzontali e fissato con una rosetta gialla e blu del diametro di 10 cm.
In caso un'unità militare avesse già ricevuto la precedente versione dell'onorificenza, la versione ufficiale è posizionata sopra quella con il nastro blu. Il nastro ufficiale è di colore verde per tutte le unità, ad eccezione dell'Aeronautica militare (colore grigio-blu), della Marina militare e della Guardia costiera (colore nero) e delle Forze per operazioni speciali (colore grigio acciaio).

## Conferimenti

### Premio del Presidente dell'Ucraina "Per il Valore e il Coraggio"
| N. | Stemma | Nome dell'unità                                              | Ramo di servizio      | Data           |
| -- | ------ | ------------------------------------------------------------ | --------------------- | -------------- |
| 1  |        | 128ª Brigata d'assalto da montagna "Transcarpazia"           | Forze terrestri       | 24 agosto 2015 |
| 2  |        | 55ª Brigata artiglieria "Sič di Zaporižžja"                  | Forze terrestri       | 24 agosto 2015 |
| 3  |        | 16ª Brigata aerea dell'esercito "Brody"                      | Forze terrestri       | 24 agosto 2015 |
| 4  |        | 80ª Brigata d'assalto aereo                                  | Forze d'assalto aereo | 24 agosto 2015 |
| 5  |        | 299ª Brigata aerotattica "Tenente generale Vasyl' Nikiforov" | Aeronautica militare  | 24 agosto 2015 |
| 6  |        | 8º Reggimento operativo "Ivan Bohun"                         | Guardia nazionale     | 24 agosto 2015 |

### Onorificenza "Per il Valore e il Coraggio"
| N.  | Stemma | Nome dell'unità                                                                                           | Ramo di servizio              | Data              |  |
| --- | ------ | --- | ----------------------------- | ----------------- |  |
| 1   |        | 24ª Brigata meccanizzata "Re Danilo"                                                                      | Forze terrestri               | 6 maggio 2022     |  |
| 2   |        | 28ª Brigata meccanizzata "Cavalieri della Campagna Invernale"                                             | Forze terrestri               | 6 maggio 2022     |  |
| 3   |        | 30ª Brigata meccanizzata "Principe Konstanty Ostrogski"                                                   | Forze terrestri               | 6 maggio 2022     |  |
| 4   |        | 72ª Brigata meccanizzata "Zaporoghi Neri"                                                                 | Forze terrestri               | 6 maggio 2022     |  |
| 5   |        | 92ª Brigata meccanizzata "Atamano Ivan Sirko"                                                             | Forze terrestri               | 6 maggio 2022     |  |
| 6   |        | 93ª Brigata meccanizzata "Cholodnyj Jar"                                                                  | Forze terrestri               | 6 maggio 2022     |  |
| 7   |        | 128ª Brigata d'assalto da montagna "Transcarpazia"                                                        | Forze terrestri               | 6 maggio 2022     |  |
| 8   |        | 26ª Brigata artiglieria "Maggior generale Roman Daškevič"                                                 | Forze terrestri               | 22 maggio 2022    |  |
| 9   |        | 503º Battaglione fanteria di marina                                                                       | Fanteria di marina            | 3 giugno 2022     |  |
| 10  |        | 40ª Brigata aerotattica                                                                                   | Aeronautica militare          | 15 giugno 2022    |  |
| 11  |        | 831ª Brigata aerotattica                                                                                  | Aeronautica militare          | 15 giugno 2022    |  |
| 13  |        | 96ª Brigata missilistica contraerea "Kiev"                                                                | Aeronautica militare          | 15 giugno 2022    |  |
| 14  |        | 160ª Brigata missilistica contraerea "Odessa"                                                             | Aeronautica militare          | 15 giugno 2022    |  |
| 12  |        | 11º Reggimento missilistico contraereo                                                                    | Aeronautica militare          | 15 giugno 2022    |  |
| 15  |        | 223º Reggimento missilistico contraereo "Fucilieri ucraini sič"                                           | Aeronautica militare          | 15 giugno 2022    |  |
| 16  |        | 14ª Brigata radiotecnica "Bohdan Chmel'nyc'kyj"                                                           | Aeronautica militare          | 15 giugno 2022    |  |
| 17  |        | L-401 Jurij Olefirenko                                                                                    | Marina militare               | 23 giugno 2022    |  |
| 18  |        | 29ª Divisione navi di superficie                                                                          | Marina militare               | 23 giugno 2022    |  |
| 19  |        | 25ª Brigata aviotrasportata "Sičeslav"                                                                    | Forze d'assalto aereo         | 28 giugno 2022    |  |
| 20  |        | 79ª Brigata d'assalto aereo "Mykolaïv"                                                                    | Forze d'assalto aereo         | 28 giugno 2022    |  |
| 21  |        | 80ª Brigata d'assalto aereo                                                                               | Forze d'assalto aereo         | 28 giugno 2022    |  |
| 22  |        | 81ª Brigata aeromobile                                                                                    | Forze d'assalto aereo         | 28 giugno 2022    |  |
| 23  |        | 95ª Brigata d'assalto aereo                                                                               | Forze d'assalto aereo         | 28 giugno 2022    |  |
| 24  |        | 23º Distaccamento della guardia costiera                                                                  | Guardia di frontiera          | 27 luglio 2022    |  |
| 25  |        | 1º Distaccamento di frontiera di Donec'k                                                                  | Guardia di frontiera          | 27 luglio 2022    |  |
| 26  |        | 8º Reggimento operativo "Ivan Bohun"                                                                      | Guardia nazionale             | 27 luglio 2022    |  |
| 27  |        | 4ª Brigata operativa "Eroe dell'Ucraina sergente Serhij Mychal'čuk"                                       | Guardia nazionale             | 27 luglio 2022    |  |
| 28  |        | 3ª Brigata operativa "Colonnello Petro Bolbočan"                                                          | Guardia nazionale             | 27 luglio 2022    |  |
| 29  |        | Centro operazioni speciali "Est-Principe Svjatoslav il Coraggioso"                                        | Forze per operazioni speciali | 29 luglio 2022    |  |
| 30  |        | 140º Centro operazioni speciali                                                                           | Forze per operazioni speciali | 29 luglio 2022    |  |
| 31  |        | 7ª Brigata aerotattica "Petro Franko"                                                                     | Aeronautica militare          | 24 agosto 2022    |  |
| 32  |        | 39ª Brigata aerotattica                                                                                   | Aeronautica militare          | 24 agosto 2022    |  |
| 33  |        | 114ª Brigata aerotattica                                                                                  | Aeronautica militare          | 24 agosto 2022    |  |
| 34  |        | 299ª Brigata aerotattica "Tenente generale Vasyl' Nikiforov"                                              | Aeronautica militare          | 24 agosto 2022    |  |
| 35  |        | 138ª Brigata missilistica contraerea "Dnipro"                                                             | Aeronautica militare          | 24 agosto 2022    |  |
| 36  |        | 156º Reggimento missilistico contraereo "Maksym Kryvonis"                                                 | Aeronautica militare          | 24 agosto 2022    |  |
| 37  |        | 301º Reggimento missilistico contraereo                                                                   | Aeronautica militare          | 24 agosto 2022    |  |
| 38  |        | Centro operazioni speciali "Ovest-Principe Izjaslav Mstislavič"                                           | Forze per operazioni speciali | 24 agosto 2022    |  |
| 39  |        | 142º Centro formazione e addestramento                                                                    | Forze per operazioni speciali | 24 agosto 2022    |  |
| 40  |        | Centro operazioni speciali marittime "Sud-Atamano Antin Holovatyj"                                        | Forze per operazioni speciali | 24 agosto 2022    |  |
| 41  |        | 15º Reggimento della Guardia Nazionale "Slov"jans'k"                                                      | Guardia nazionale             | 2 settembre 2022  |  |
| 42  |        | 3º Distaccamento di frontiera di Luhans'k "Eroe dell'Ucraina colonnello Jevhenij Pikus"                   | Guardia di frontiera          | 7 settembre 2022  |  |
| 43  |        | 11º Distaccamento di frontiera di Kramators'k                                                             | Guardia di frontiera          | 7 settembre 2022  |  |
| 44  |        | 1ª Brigata corazzata "Severia"                                                                            | Forze terrestri               | 24 settembre 2022 |  |
| 45  |        | 40ª Brigata artiglieria "Granduca Vitoldo"                                                                | Forze terrestri               | 24 settembre 2022 |  |
| 46  |        | 57ª Brigata motorizzata "Atamano Kost Hordijenko"                                                         | Forze terrestri               | 24 settembre 2022 |  |
| 47  |        | 12ª Brigata operativa "Dmytro Vyšnevec'kyj"                                                               | Guardia nazionale             | 27 ottobre 2022   |  |
| 48  |        | 9º Reggimento operativo "Eroe dell'Ucraina tenente Bohdan Zavada"                                         | Guardia nazionale             | 27 ottobre 2022   |  |
| 49  |        | 43ª Brigata artiglieria "Atamano Taras Trjasylo"                                                          | Forze terrestri               | 3 novembre 2022   |  |
| 50  |        | 44ª Brigata artiglieria "Atamano Danilo Apostol"                                                          | Forze terrestri               | 3 novembre 2022   |  |
| 51  |        | 132º Battaglione ricognizione                                                                             | Forze d'assalto aereo         | 17 novembre 2022  |  |
| 52  |        | 148º Battaglione artiglieria semovente                                                                    | Forze d'assalto aereo         | 17 novembre 2022  |  |
| 53  |        | 3º Gruppo tattico di battaglione (80ª Brigata d'assalto aereo)                                            | Forze d'assalto aereo         | 17 novembre 2022  |  |
| 54  |        | 13º Battaglione d'assalto aereo "Eroe dell'Ucraina colonnello Taras Senjuk" (95ª Brigata d'assalto aereo) | Forze d'assalto aereo         | 17 novembre 2022  |  |
| 55  |        | 90º Battaglione aeromobile "Eroe dell'Ucraina tenente maggiore Ivan Zubkov" (81ª Brigata aeromobile)      | Forze d'assalto aereo         | 17 novembre 2022  |  |
| 56  |        | 122º Battaglione aeromobile (81ª Brigata aeromobile)                                                      | Forze d'assalto aereo         | 17 novembre 2022  |  |
| 57  |        | 27ª Brigata artiglieria lanciarazzi "Atamano Petro Kalnyševs'kyj"                                         | Forze terrestri               | 6 dicembre 2022   |  |
| 58  |        | 808º Reggimento genio pontieri                                                                            | Forze terrestri               | 6 dicembre 2022   |  |
| 59  |        | 54ª Brigata meccanizzata "Atamano Ivan Mazepa"                                                            | Forze terrestri               | 6 dicembre 2022   |  |
| 60  |        | 15º Battaglione d'assalto da montagna "Sebastopoli" (128ª Brigata d'assalto da montagna)                  | Forze terrestri               | 6 dicembre 2022   |  |
| 61  |        | 302º Reggimento missilistico contraereo "Charkiv"                                                         | Aeronautica militare          | 6 dicembre 2022   |  |
| 62  |        | 46ª Brigata aeromobile                                                                                    | Forze d'assalto aereo         | 6 dicembre 2022   |  |
| 63  |        | 71ª Brigata cacciatori                                                                                    | Forze d'assalto aereo         | 6 dicembre 2022   |  |
| 64  |        | 138º Centro per operazioni speciali "Principe Vladimir Svjatoslavič"                                      | Polizia militare              | 6 dicembre 2022   |  |
| 65  |        | 4º Distaccamento di frontiera Charkiv                                                                     | Guardia di frontiera          | 11 febbraio 2023  |  |
| 66  |        | 5º Distaccamento di frontiera di Sumy                                                                     | Guardia di frontiera          | 11 febbraio 2023  |  |
| 67  |        | 27º Reggimento della Guardia Nazionale                                                                    | Guardia nazionale             | 11 febbraio 2023  |  |
| 68  |        | 2º Reggimento di protezione di importanti infrastrutture statali                                          | Guardia nazionale             | 11 febbraio 2023  |  |
| 69  |        | 79º Distaccamento di frontiera Cherson                                                                    | Guardia di frontiera          | 30 aprile 2023    |  |
| 70  |        | 105º Distaccamento di frontiera di Černihiv "Principe Vladimir il Grande"                                 | Guardia di frontiera          | 30 aprile 2023    |  |
| 71  |        | 10º Distaccamento di frontiera mobile "DOZOR"                                                             | Guardia di frontiera          | 30 aprile 2023    |  |
| 72  |        | 10ª Brigata d'assalto da montagna "Edelweiss"                                                             | Forze terrestri               | 5 maggio 2023     |  |
| 73  |        | 14ª Brigata meccanizzata "Principe Romano il Grande"                                                      | Forze terrestri               | 5 maggio 2023     |  |
| 74  |        | 56ª Brigata motorizzata "Mariupol"                                                                        | Forze terrestri               | 5 maggio 2023     |  |
| 75  |        | 406ª Brigata artiglieria "Maggior generale Oleksij Almazov"                                               | Fanteria di marina            | 23 maggio 2023    |  |
| 76  |        | 35ª Brigata fanteria di marina "Contrammiraglio Michajlo Ostrohrads'kij"                                  | Fanteria di marina            | 23 maggio 2023    |  |
| 77  |        | 18º Battaglione fanteria di marina (35ª Brigata fanteria di marina)                                       | Fanteria di marina            | 23 maggio 2023    |  |
| 78  |        | 137º Battaglione fanteria di marina (35ª Brigata fanteria di marina)                                      | Fanteria di marina            | 23 maggio 2023    |  |
| 79  |        | Comando generale della fanteria di marina                                                                 | Fanteria di marina            | 23 maggio 2023    |  |
| 80  |        | 140º Battaglione da ricognizione                                                                          | Fanteria di marina            | 23 maggio 2023    |  |
| 81  |        | 88º Battaglione d'assalto aereo (35ª Brigata fanteria di marina)                                          | Fanteria di marina            | 2 luglio 2023     |  |
| 82  |        | 10ª Brigata di aviazione navale "Eroe dell'Ucraina colonnello Ihor Bedzaj"                                | Marina militare               | 2 luglio 2023     |  |
| 83  |        | 8º Distaccamento di frontiera di Berdjans'k                                                               | Guardia di frontiera          | 19 luglio 2023    |  |
| 84  |        | 9º Distaccamento di frontiera di Žytomyr "Fucilieri Sič"                                                  | Guardia di frontiera          | 19 luglio 2023    |  |
| 85  |        | 19ª Brigata missili "Santa Barbara"                                                                       | Forze terrestri               | 28 luglio 2023    |  |
| 86  |        | 55ª Brigata artiglieria "Sič di Zaporižžja"                                                               | Forze terrestri               | 28 luglio 2023    |  |
| 87  |        | 1129º Reggimento missilistico contraereo "Bila Cerkva"                                                    | Forze terrestri               | 28 luglio 2023    |  |
| 88  |        | 100ª Brigata di difesa territoriale                                                                       | Difesa territoriale           | 28 luglio 2023    |  |
| 89  |        | 112ª Brigata di difesa territoriale                                                                       | Difesa territoriale           | 28 luglio 2023    |  |
| 90  |        | 204ª Brigata aerotattica "Sebastopoli"                                                                    | Aeronautica militare          | 5 agosto 2023     |  |
| 91  |        | 540º Reggimento missilistico contraereo "Leopoli-Atamano Ivan Vyhovs'kyj"                                 | Aeronautica militare          | 5 agosto 2023     |  |
| 92  |        | 124ª Brigata di difesa territoriale                                                                       | Difesa territoriale           | 23 agosto 2023    |  |
| 93  |        | 201ª Brigata missilistica contraerea "Atamano Pylyp Orlyk"                                                | Aeronautica militare          | 23 agosto 2023    |  |
| 94  |        | 208ª Brigata missilistica contraerea                                                                      | Aeronautica militare          | 23 agosto 2023    |  |
| 95  |        | 24º Battaglione d'assalto "Ajdar" (5ª Brigata d'assalto)                                                  | Forze terrestri               | 29 settembre 2023 |  |
| 96  |        | Centro operazioni speciali "Alfa"                                                                         | Servizio di sicurezza         | 29 settembre 2023 |  |
| 97  |        | 21ª Brigata di protezione dell'ordine pubblico "Petro Kalnyševs'kyj"                                      | Guardia nazionale             | 29 settembre 2023 |  |
| 98  |        | 31ª Brigata della Guardia Nazionale "Dnipro-Maggior generale Oleksandr Radijevs'kyj"                      | Guardia nazionale             | 29 settembre 2023 |  |
| 99  |        | 7º Distaccamento di frontiera di Mukačevo "Sič dei Carpazi"                                               | Guardia di frontiera          | 29 settembre 2023 |  |
| 100 |        | 24º Distaccamento di frontiera di Mohyliv-Podil's'kyj "Eroe dell'Ucraina primo tenente Vjačeslav Semenov" | Guardia di frontiera          | 29 settembre 2023 |  |
| 101 |        | 48ª Brigata genio "Kam"janec'-Podil's'kyj"                                                                | Forze terrestri               | 3 novembre 2023   |  |
| 102 |        | 164ª Brigata radiotecnica "Sloboda"                                                                       | Aeronautica militare          | 6 dicembre 2023   |  |
| 103 |        | 110ª Brigata meccanizzata "Maggior generale Marko Bezručko"                                               | Forze terrestri               | 6 dicembre 2023   |  |
| 104 |        | 91º Reggimento genio "Ochtyrka"                                                                           | Forze terrestri               | 6 dicembre 2023   |  |
| 105 |        | 66ª Brigata meccanizzata "Principe Mstislav il Coraggioso"                                                | Forze terrestri               | 8 dicembre 2023   |  |
| 106 |        | Dipartimento di intelligence della Guardia di frontiera                                                   | Guardia di frontiera          | 21 marzo 2024     |  |
| 107 |        | 15º Distaccamento di frontiera mobile "Confine d'acciaio"                                                 | Guardia di frontiera          | 21 marzo 2024     |  |
| 108 |        | Dipartimento di controspionaggio militare                                                                 | Servizio di sicurezza         | 25 marzo 2024     |  |
| 109 |        | 1ª Brigata operativa presidenziale "Atamano Petro Dorošenko"                                              | Guardia nazionale             | 26 marzo 2024     |  |
| 110 |        | 12ª Brigata operazioni speciali "Azov"                                                                    | Guardia nazionale             | 26 marzo 2024     |  |
| 111 |        | 47ª Brigata meccanizzata "Magura"                                                                         | Forze terrestri               | 6 maggio 2024     |  |
| 112 |        | 1º Battaglione fanteria di marina "Feodosia" (36ª Brigata fanteria di marina)                             | Fanteria di marina            | 23 maggio 2024    |  |
| 113 |        | 505º Battaglione fanteria di marina (37ª Brigata fanteria di marina)                                      | Fanteria di marina            | 23 maggio 2024    |  |
| 114 |        | 26ª Divisione imbarcazioni fluviali                                                                       | Marina militare               | 4 luglio 2024     |  |
| 115 |        | 27ª Divisione imbarcazioni fluviali                                                                       | Marina militare               | 4 luglio 2024     |  |
| 116 |        | 77ª Brigata aeromobile "Transdnipria"                                                                     | Forze d'assalto aereo         | 23 agosto 2024    |  |
| 117 |        | 148ª Brigata artiglieria "Žytomyr"                                                                        | Forze d'assalto aereo         | 23 agosto 2024    |  |
| 118 |        | 199º Centro formazione e addestramento                                                                    | Forze d'assalto aereo         | 23 agosto 2024    |  |
| 119 |        | 58ª Brigata motorizzata "Atamano Ivan Vyhovs'kyj"                                                         | Forze terrestri               | 23 agosto 2024    |  |
| 120 |        | 3ª Brigata d'assalto "Azov"                                                                               | Forze terrestri               | 23 agosto 2024    |  |
| 121 |        | 2ª Brigata della Guardia Nazionale "Galizia"                                                              | Guardia nazionale             | 23 agosto 2024    |  |
| 122 |        | 138ª Brigata radiotecnica "Transdnipria"                                                                  | Aeronautica militare          | 23 agosto 2024    |  |
| 123 |        | 6º Distaccamento di frontiera di Luc'k                                                                    | Guardia di frontiera          | 6 settembre 2024  |  |
| 124 |        | 17º Distaccamento di frontiera di Izmaïl "Colonnello Oleksandr Žukovs'kyj"                                | Guardia di frontiera          | 6 settembre 2024  |  |
| 125 |        | 126ª Brigata di difesa territoriale                                                                       | Fanteria di marina            | 30 settembre 2024 |  |
| 126 |        | 38º Reggimento missilistico contraereo "Colonnello generale Jurij Tjutjunnyk"                             | Forze terrestri               | 30 settembre 2024 |  |
| 127 |        | 102ª Brigata di difesa territoriale                                                                       | Difesa territoriale           | 5 ottobre 2024    |  |
| 128 |        | 107ª Brigata artiglieria lanciarazzi "Kremenčuk"                                                          | Forze terrestri               | 4 dicembre 2024   |  |
| 129 |        | 15ª Brigata da ricognizione di artiglieria "Foresta Nera"                                                 | Forze terrestri               | 4 dicembre 2024   |  |
| 130 |        | 241ª Brigata di difesa territoriale                                                                       | Difesa territoriale           | 5 dicembre 2024   |  |
| 131 |        | 47ª Brigata genio                                                                                         | Forze terrestri               | 5 dicembre 2024   |  |
| 132 |        | 38ª Brigata fanteria di marina                                                                            | Fanteria di marina            | 5 dicembre 2024   |  |
| 133 |        | 63ª Brigata meccanizzata                                                                                  | Forze terrestri               | 11 dicembre 2024  |  |
| 134 |        | 60ª Brigata meccanizzata "Inhulec"                                                                        | Forze terrestri               | 26 febbraio 2025  |  |
| 135 |        | Dipartimento di controspionaggio                                                                          | Servizio di sicurezza         | 25 marzo 2025     |  |
| 136 |        | 50º Reggimento della Guardia Nazionale "Colonnello Semen Vysočan"                                         | Guardia nazionale             | 25 marzo 2025     |  |
| 137 |        | 36º Reggimento della Guardia Nazionale                                                                    | Guardia nazionale             | 25 marzo 2025     |  |
| 138 |        | 34º Reggimento della Guardia Nazionale "Cherson"                                                          | Guardia nazionale             | 25 marzo 2025     |  |
| 139 |        | 17ª Brigata della Guardia Nazionale "Poltava"                                                             | Guardia nazionale             | 25 marzo 2025     |  |
| 140 |        | 15º Battaglione della Guardia Nazionale                                                                   | Guardia nazionale             | 25 marzo 2025     |  |
| 141 |        | 13ª Brigata operativa "Chartija"                                                                          | Guardia nazionale             | 25 marzo 2025     |  |
| 142 |        | 5ª Brigata della Guardia Nazionale "Slobožanščina"                                                        | Guardia nazionale             | 25 marzo 2025     |  |
| 143 |        | Centro operazioni speciali della Guardia Nazionale                                                        | Guardia nazionale             | 25 marzo 2025     |  |
| 144 |        | 14ª Brigata missilistica contraerea "Uman"                                                                | Aeronautica militare          | 29 aprile 2025    |  |
| 145 |        | 94º Distaccamento di frontiera di Čop                                                                     | Guardia di frontiera          | 30 aprile 2025    |  |
| 146 |        | Accademia nazionale del Servizio di frontiera statale dell'Ucraina "Bohdan Chmel'nyc'kyj"                 | Guardia di frontiera          | 30 aprile 2025    |  |
| 147 |        | 31º Distaccamento di frontiera di Černivci "Colonnello generale Oleksandr Pyl'kevič"                      | Guardia di frontiera          | 30 aprile 2025    |  |
| 148 |        | 27º Distaccamento di frontiera di Mukačevo "Eroi del Sič dei Carpazi"                                     | Guardia di frontiera          | 30 aprile 2025    |  |
| 149 |        | Brigata presidenziale "Atamano Bohdan Chmel'nyc'kyj"                                                      | Forze terrestri               | 5 maggio 2025     |  |
| 150 |        | 36ª Brigata fanteria di marina "Contrammiraglio Mychajlo Bilyns'kyj"                                      | Fanteria di marina            | 23 maggio 2025    |  |
| 151 |        | 37ª Brigata fanteria di marina                                                                            | Fanteria di marina            | 23 maggio 2025    |  |
| 152 |        | 16ª Brigata aerea dell'esercito "Brody"                                                                   | Forze terrestri               | 2 luglio 2025     |  |
| 153 |        | Brigata d'assalto "Ljut"                                                                                  | Polizia nazionale             | 4 luglio 2025     |  |
| 154 |        | 360ª Brigata missilistica costiera                                                                        | Marina militare               | 5 luglio 2025     |  |
| 155 |        | 19ª Brigata radiotecnica speciale "Bug Meridionale"                                                       | Aeronautica militare          | 3 agosto 2025     |  |
| 156 |        | 225º Reggimento missilistico contraereo                                                                   | Aeronautica militare          | 3 agosto 2025     |  |